# 德顺蒙古族乡
德顺蒙古族乡是中华人民共和国吉林省白城市洮北区下辖的一个民族乡。

## 行政区划
德顺蒙古族乡下辖以下村级行政区划单位：
庆丰村、明山村、保民太村、洮河村、双塔村、先进村、曙光村、乌兰村、敖宝村、木头村、哈日呼基村、兴建村、全保村、十家子村、白吉村、德顺村、胡里村、城四村和古城村。